# Non guardare indietro
Non guardare indietro (Don't Look Back) è un film noir scritto da Billy Bob Thornton e diretto da Geoff Murphy.

## Trama
Jesse (Eric Stoltz) aveva due amici dove era nato. E aveva giurato di non lasciarli mai. Ma la vita va avanti a dispetto dei sogni: e Jesse si ritrova grande, drogato e sbandato, perso in una città che non è la sua. Poi una valigetta piena di soldi, rubata ad un sicario, in una notte sporca come tante, troppe per Jesse. Che ora si ritrova a fuggire seguito da una banda di pericolosi criminali: la meta della fuga? Il suo paese natale.